# Peter-und-Paul-Kirche (Mostar)

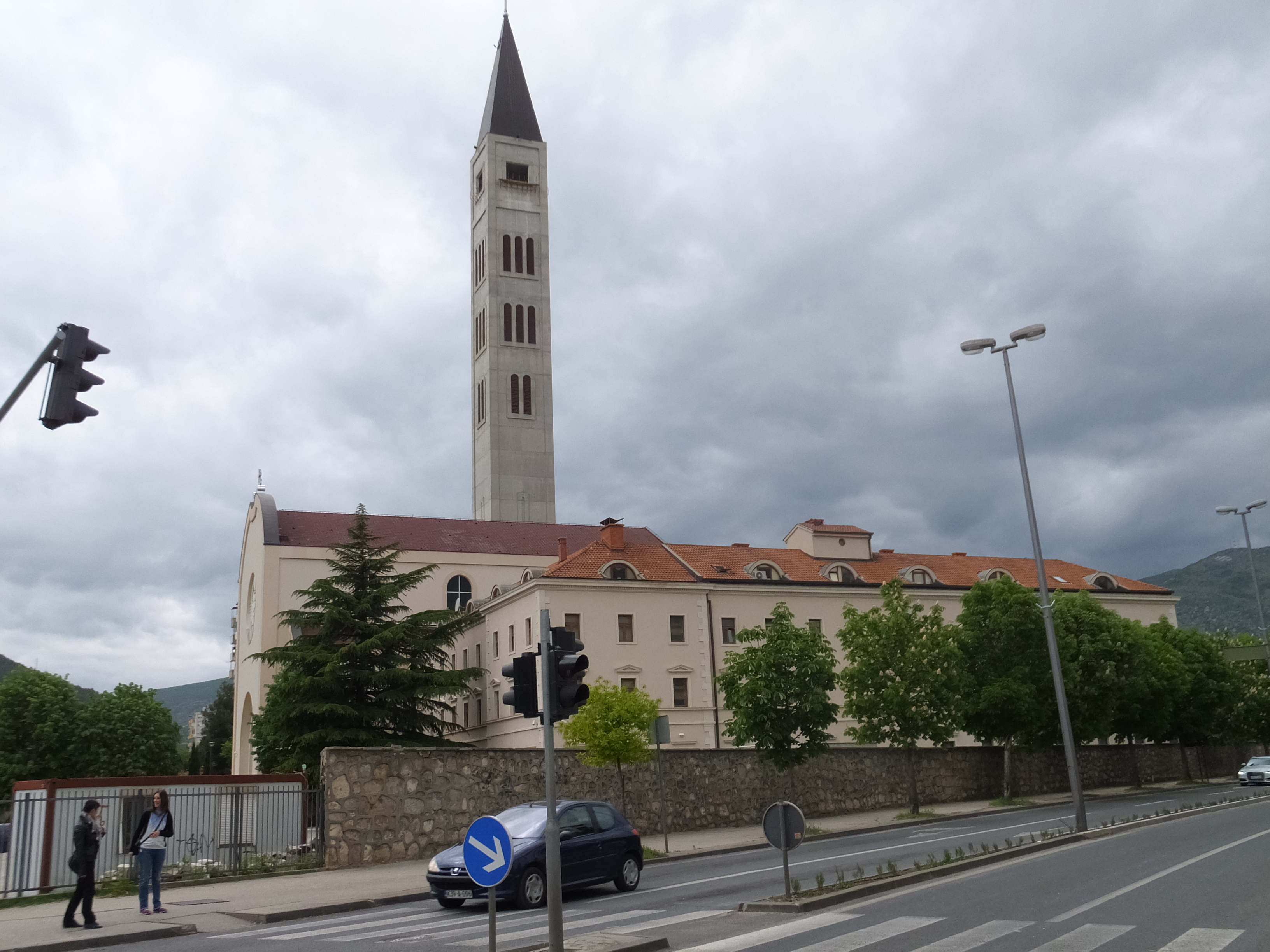
St. Peter und Paul (2016)

Die Peter-und-Paul-Kirche ist eine römisch-katholische Kirche mit angrenzendem Franziskanerkloster in Mostar in Bosnien-Herzegowina. Mit ihrem 107 Meter hohen Turm verfügt sie über den höchsten Glockenturm in Südosteuropa.

## Geschichte
Die erste römisch-katholische Kirche wurde 1866 unter der Herrschaft der Osmanen erbaut. 30 Jahre später entstand das direkt angrenzende Franziskanerkloster. Während des Bosnienkrieges wurde die Kirche am 9. Mai 1992 vollständig zerstört. Neben dem noch erhaltenen Franziskanerkloster wurde im Jahr 2000 ein neues Kirchgebäude mit Kirchturm errichtet. Der 107 Meter hohe Glockenturm, entworfen vom Architekten Davor Smoljan, verfügt über eine Aussichtsebene auf 75 Meter Höhe, die für Besucher gegen Eintrittsgeld offensteht.

## Galerie

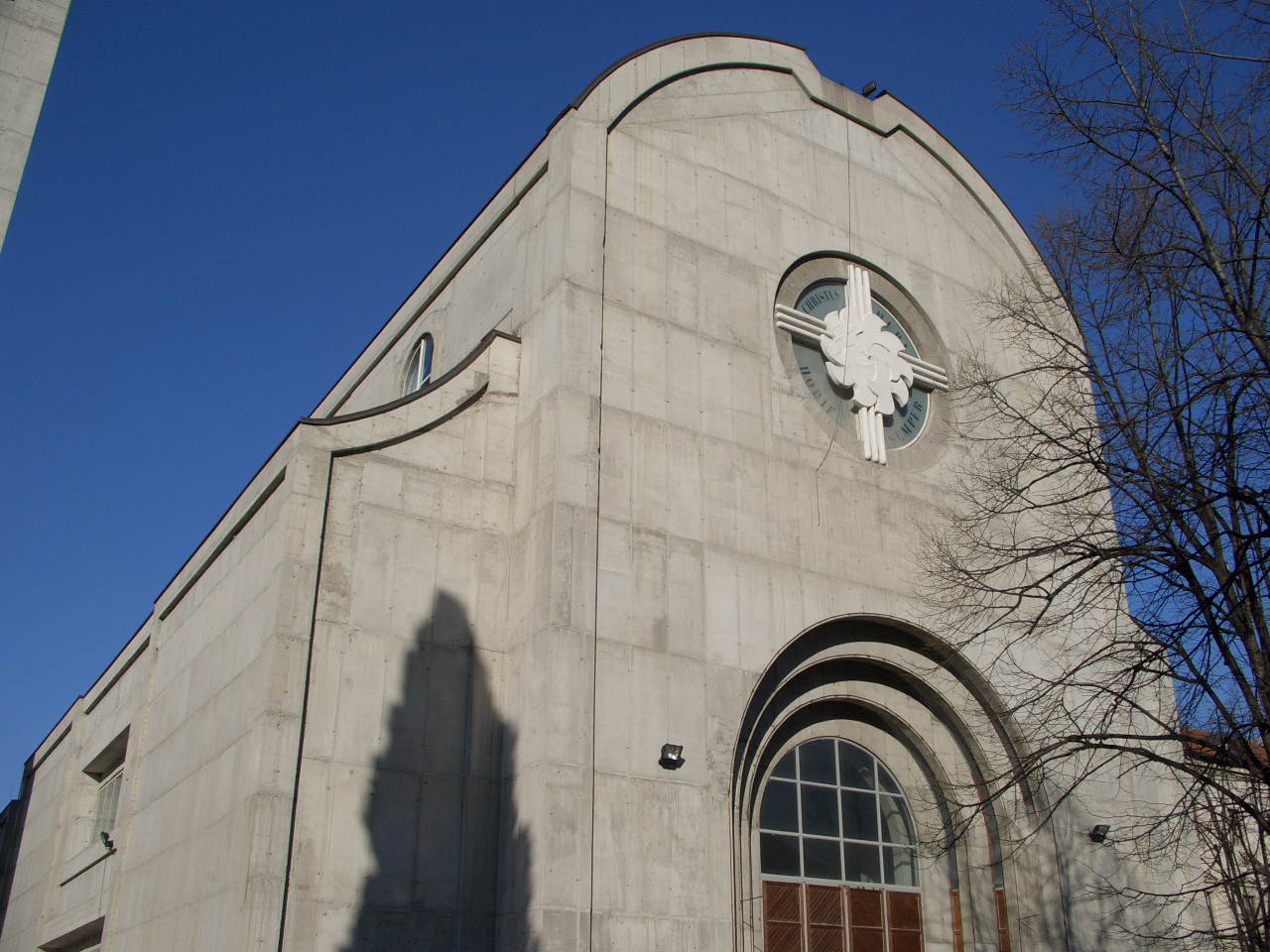
Kirchenneubau (2006)
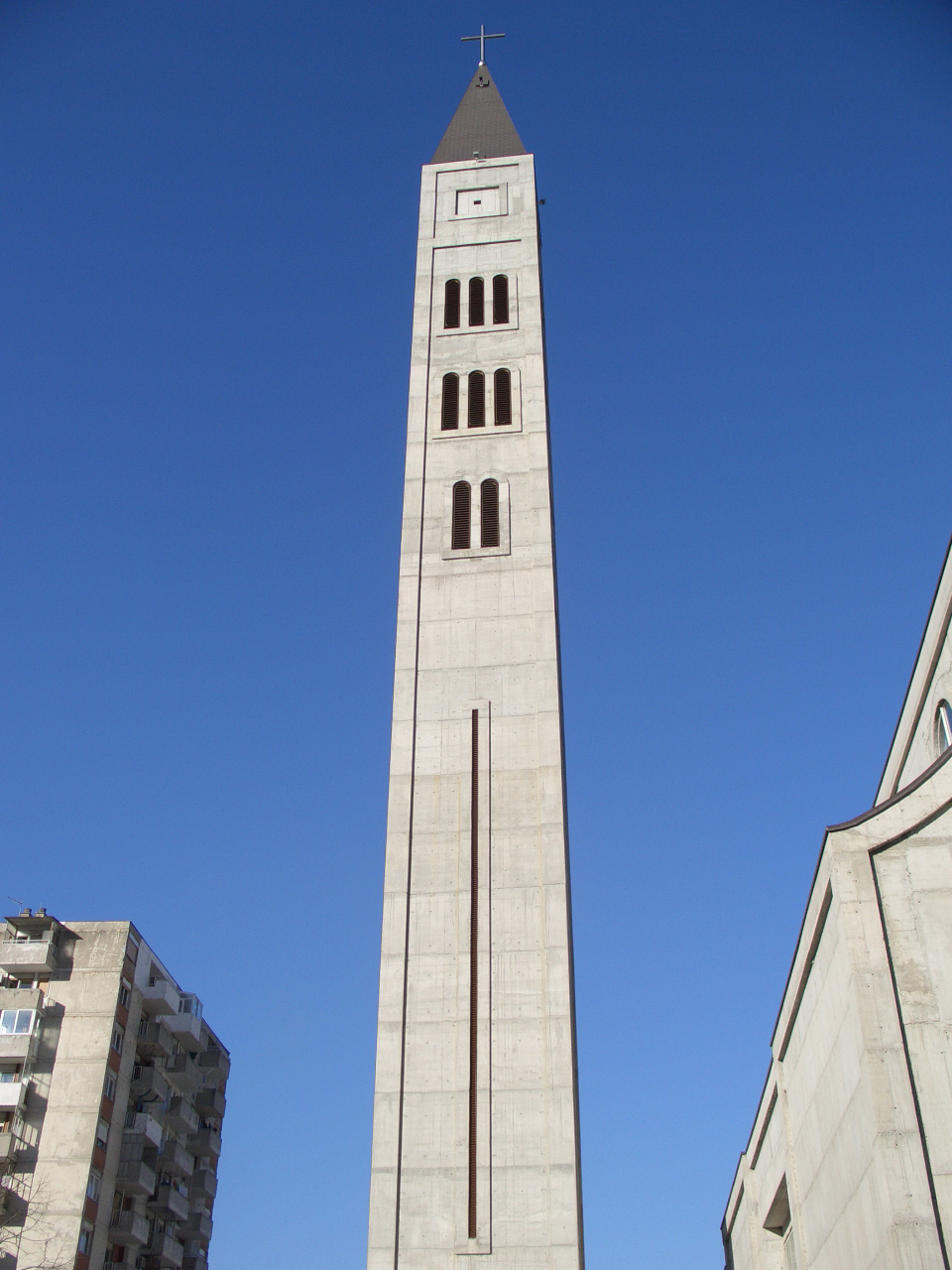
Glockenturm (2006)